# Paul Rogez
Pour les articles homonymes, voir Rogez.
Paul Rogez, né le 30 décembre 1869 à Lille (Nord) et décédé le 20 septembre 1914 à Paris (Seine), est un homme politique français.

## Biographie
Avocat à Lille, il est avoué en 1894. Son père, candidat aux législatives, étant décédé quelques jours avant le premier tour, il le remplace et est élu député de la 3e circonscription de Lille de 1898 à 1902, inscrit au groupe de Républicains progressistes. 

## Sources
- « Paul Rogez », dans Adolphe Robert et Gaston Cougny, Dictionnaire des parlementaires français, Edgar Bourloton, 1889-1891 [détail de l’édition]